# Tetraplegia
La tetraplegia és una paràlisi amb afectació de les quatre extremitats. Està també afectat el tronc i habitualment amb anestèsia. Rarament s'anomena quadriplegia. Quan el grau d'afectació no és complet (parèsia) llavors s'anomena tetraparèsia.
Per culpa de l'afectació del tronc hi ha afectada la musculatura respiratòria, precisant respiració assistida.

## Etiologia
Habitualment per una lesió a la medul·la espinal cervical.

## Persones conegudes afectades de tetraplegia
- Christopher Reeve